# 8630 Billprady
A 8630 Billprady (ideiglenes jelöléssel (8630) 1981 EY35) a Naprendszer kisbolygóövében található aszteroida. Schelte J. Bus fedezte fel 1981. március 2-án.